# Perillula
Perillula là một chi thực vật có hoa trong họ Hoa môi (Lamiaceae).

## Loài
Chi Perillula gồm các loài: